# Биатлон на зимних Всемирных играх мастеров
Биатлон сразу был включён в программу первых зимних Всемирных игр мастеров в 2010 году, проходивших в словенском городке Блед. В рамках этих соревнований проводятся индивидуальные, спринтерские и эстафетные гонки среди различных категорий участников.
Так как на зимних Всемирных играх мастеров соревнуются, в том числе, и пожилые спортсмены, правила биатлонных состязаний для них немного изменены Международной ассоциацией игр мастеров. Например, сокращены дистанции гонок, а для спортсменов старше 60 лет нет необходимости везти с собой винтовку всю гонку: они её получают непосредственно на стрельбище, а после проведения стрельбы оставляют там же.
Согласно первоначальной программе первых зимних Всемирных игр мастеров, должны были пройти индивидуальные и спринтерские гонки у мужчин в четырёх категориях (от 30 до 39 лет, от 40 до 59 лет, от 60 до 69 лет, от 70 лет и старше), а также у женщин в трёх категориях (от 30 до 39 лет, от 40 до 59 лет, от 60 лет и старше). В эстафете мужчины были разделены на две категории — от 30 до 64 лет, от 65 лет и старше, а среди женщин должна была пройти одна эстафетная гонка, в которой могли бы участвовать все участницы старше 30 лет. Таким образом, всего должно было разыгрываться 17 комплектов наград.
Однако данная программа претерпела существенные изменения. Мужчины и женщины были разделены по 12 категорий согласно их возрасту. Всего было проведено три старта в каждой из гонок: индивидуальной, спринтерской и эстафетной. В каждом старте принимали участие и мужчины, и женщины различных возрастов, однако результаты гонок для соответствующих категорий спортсменов учитывались отдельно.

## Первоначально планируемая программа
| Мужчины                     |                 |
| 30-39 лет                   |                 |
| Индивидуальная гонка 15 км  |                 |
| Спринт 10 км                |                 |
| 40-59 лет                   |                 |
| Индивидуальная гонка 10 км  |                 |
| Спринт 7,5 км               |                 |
| 60-69 лет                   |                 |
| Индивидуальная гонка 7,5 км |                 |
| Спринт 6 км                 |                 |
| 70+ лет                     |                 |
| Индивидуальная гонка 5 км   |                 |
| Спринт 5 км                 |                 |
| 30-64 лет                   | Эстафета 3x6 км |
| 65+ лет                     | Эстафета 3x5 км |
| Женщины                     |                 |
| 30-39 лет                   |                 |
| Индивидуальная гонка 10 км  |                 |
| Спринт 7,5 км               |                 |
| 40-59 лет                   |                 |
| Индивидуальная гонка 7,5 км |                 |
| Спринт 6 км                 |                 |
| 60+ лет                     |                 |
| Индивидуальная гонка 5 км   |                 |
| Спринт 5 км                 |                 |
| 30+ лет                     | Эстафета 3x5 км |

## Категории спортсменов и итоговые зачёты в фактически проведённых гонках
| Возраст | Кат. м. | Кат. ж. | Инд. гонка м. | Инд. гонка м. | Спринт м. | Спринт м. | Эстафета м. | Эстафета м. | Инд. гонка ж. | Инд. гонка ж. | Спринт ж. | Спринт ж. | Эстафета ж. | Эстафета ж. |
| Возраст | Кат. м. | Кат. ж. | Дист.         | ФП            | Дист.     | ФП        | Дист.       | ФП          | Дист.         | ФП            | Дист.     | ФП        | Дист.       | ФП          |
| ------- | ------- | ------- | ------------- | ------------- | --------- | --------- | ----------- | ----------- | ------------- | ------------- | --------- | --------- | ----------- | ----------- |
| 30-34   | M01     | F01     | 12,5 км       | •             | 9 км      | •         | 3х6 км      | •           | 7,5 км        | —             | 5 км      | •         | 3х6 км      | •           |
| 35-39   | M02     | F02     | 12,5 км       | •             | 9 км      | •         | 3х6 км      | •           | 7,5 км        | •             | 5 км      | •         | —           | —           |
| 40-44   | M03     | F03     | 10 км         | •             | 6 км      | •         | 3х6 км      | •           | 7,5 км        | •             | 5 км      | •         | —           | —           |
| 45-49   | M04     | F04     | 10 км         | •             | 6 км      | •         | 3х6 км      | •           | 7,5 км        | •             | 5 км      | •         | —           | —           |
| 50-54   | M05     | F05     | 10 км         | •             | 6 км      | •         | —           | —           | 5 км          | •             | 5 км      | •         | —           | —           |
| 55-59   | M06     | F06     | 10 км         | •             | 6 км      | •         | —           | —           | 5 км          | •             | 5 км      | •         | —           | —           |
| 60-64   | M07     | F07     | 7,5 км        | •             | 5 км      | •         | —           | —           | 5 км          | •             | 5 км      | •         | —           | —           |
| 65-69   | M08     | F08     | 7,5 км        | •             | 5 км      | •         | —           | —           | —             | —             | 5 км      | —         | —           | —           |
| 70-74   | M09     | F09     | 5 км          | •             | 5 км      | •         | —           | —           | —             | —             | 5 км      | •         | —           | —           |
| 75-79   | M010    | F010    | —             | —             | —         | —         | —           | —           | —             | —             | —         | —         | —           | —           |
| 80-84   | M011    | F011    | —             | —             | —         | —         | —           | —           | —             | —             | —         | —         | —           | —           |
| 85+     | M012    | F012    | —             | —             | —         | —         | —           | —           | —             | —             | —         | —         | —           | —           |

Сокращения:
- Кат. м. — категория у мужчин
- Кат. ж. — категория у женщин
- Дист. — дистанция
- ФП — факт проведения

## Места проведения соревнований
- 2010 —  Блед